# فرانز فيدلر
فرانز فيدلر (بالألمانية: Franz Fiedler)‏ هو مصور ألماني، ولد في 17 مارس 1885 في بروستيوف في التشيك، وتوفي في 5 فبراير 1956 في درسدن في ألمانيا.